# Magengeschwür beim Pferd
Das Magengeschwür beim Pferd (engl. Equine Gastric Ulcer Syndrome, EGUS) ist eine häufige Erkrankung des Magens beim Pferd. Sie ist durch Läsionen (lat. laesio, Verletzung) der Magenschleimhaut verschiedenen Schweregrades gekennzeichnet, die durch eine erhöhte Magensäuresekretion ausgelöst werden. Die Behandlung erfolgt durch Omeprazol.

## Vorkommen
Magengeschwüre kommen beim Pferd häufig vor. Studien belegen, dass bis zu 90 % der Vollblutrennpferde, 60 bis 80 % der Trabrennpferde, 60 % der Turnierpferde und 37 % der Freizeitpferde von Magengeschwüren betroffen sind. Auch die Hälfte der Saugfohlen leidet teilweise „still“ darunter.

## Ursachen
Im Magen des Pferdes wird kontinuierlich Magensäure gebildet, säurepuffernder Speichel wird jedoch nur während des Kauens produziert. Zwei Drittel der Magenwand sind mit Drüsen versehen, ein Drittel besteht aus empfindlicherer, drüsenfreier Schleimhaut. Zusammen mit Fettsäuren und aus dem Dünndarm in den Magen zurückfließenden Gallensäuren kann es zu einem Ungleichgewicht zwischen schleimhautschützenden und -schädigenden Faktoren im empfindlichen Pferdemagen kommen. Magenirritationen bis hin zu Magengeschwüren können die Folge sein. Treten Magenulzera im drüsenhaltigen Teil auf, funktionieren dort die mageneigenen Schutzmechanismen nicht richtig, treten sie im empfindlicheren drüsenfreien Teil auf, werden in erster Linie Stress und Medikamenteneinsatz dafür verantwortlich gemacht.
Magengeschwüre sind ein multifaktorielles Geschehen, es wirken also mehrere Ursachen zusammen. Fütterungsfehler wie zu lange Fresspausen, zu geringe Raufuttergabe, (zu) hohe Kraftfuttermenge und schlechte Futterqualität begünstigen deren Entstehung. Nicht artgerechte Haltung, unruhige Gruppenhaltung, Unruhe beim Fressen sowie körperlicher und psychischer Stress (z. B. nach dem Absetzen, durch Umstallung, Futterumstellung, Änderung der Haltungsbedingungen, Transport, Turniersituation) scheinen ebenfalls eine Rolle zu spielen. Bereits bei leichtem Training (z. B. im Galopp) kann ein erhöhter Druck im Magen entstehen. Schließlich können auch verschiedene Medikamente wie nichtsteroidale Antiphlogistika die Entstehung von Magengeschwüren verursachen.

## Symptome
Das Symptombild kann klinisch unspezifisch auftreten und wird oft nicht richtig interpretiert. 
Bei Fohlen sind wiederkehrende Koliken, abgebrochenes Saufen, starker Speichelfluss, Zähneknirschen, Durchfall, Fieber, struppiges, glanzloses Haarkleid, schlechter Entwicklungsstand, häufige Rückenlage mögliche Symptome.
Erwachsene Pferde können wiederkehrende Koliken, Fressunlust, schlechtes/wählerisches Fressen (Auswahl bestimmter Futterbestandteile), Abbruch der Futteraufnahme, Niederlegen nach der Futteraufnahme, Zähneknirschen, Leerkauen, Gähnen, häufiges „Flehmen“, „Aufstoßen“, Maulgeruch, Gewichtsverlust, Leistungsminderung und einen schlechten Allgemeinzustand zeigen.

## Diagnose
Eine exakte Diagnose ist bislang nur über eine Gastroskopie möglich. Es gibt keine sichere Laboruntersuchung oder biochemische Marker. Bei der Gastroskopie am stehenden, leicht sedierten Pferd auf nüchternen Magen sind die Auswirkungen in den Schweregraden sofort gut zu erkennen.

## Gradeinteilung der Läsionen im Bereich der drüsenlosen (kutanen) Schleimhaut
- Grad 0: Intaktes Epithel, keine Rötungen
- Grad 1: Intakte Mukosa, aber Bereiche mit Hyperkeratose
- Grad 2: Kleine einzelne oder multifokale Läsionen
- Grad 3: Große einzelne, multifokale oder ausgedehnte Ulzera-Herde, ausgedehnte oberflächliche Läsionen
- Grad 4: Ausgebreitete Läsionen mit Arealen sehr tiefer Ulzerationen

## Läsionen im Bereich der drüsenhaltigen Schleimhaut
Prinzipiell können alle Abschnitte der drüsenhaltigen Schleimhaut betroffen sein. 
Folgende Schleimhautveränderungen sind möglich
- fokal (herdförmig), multifokal (viele Herde), diffus (verteilt)
- gering, mittel- oder hochgradig
- eben mit Blutungen, eben mit fibrinöser Exsudation
- erhaben mit Blutungen, erhaben mit fibrinöser Exsudation
- ulzeriert mit Blutgerinnseln, ulzeriert mit fibrinöser Exsudation

## Therapie
Magengeschwüre sind gut zu behandeln. Dabei gibt es zwei Vorgehensweisen: Die Gabe eines Medikaments zur Reduzierung der Ausschüttung der Magensäure und eine therapiebegleitende Gabe von Ergänzungsfuttermitteln.
Omeprazol ist der medikamentöse Wirkstoff der Wahl, ein Protonenpumpenhemmer, der die Bildung der Magensäure reduziert. Nur bei Omeprazol sind die ausreichende Wirksamkeit und die erforderliche Sicherheit für den Einsatz beim Pferd nachgewiesen, so dass unter der Therapie weiter gearbeitet werden kann. Es ist in einer speziellen Pastenformulierung (Handelsname GastroGard) für das Pferd zugelassen, die direkt ins Maul gegeben wird. In GastroGard wird der säureempfindliche Wirkstoff Omeprazol durch eine spezielle Formulierung gegen vorzeitige Aktivierung im sauren Milieu des Magens geschützt. Das Omeprazol wird im Dünndarm resorbiert, gelangt über den Blutkreislauf zu den Protonenpumpen und blockiert diese. Damit wird eine konstant hohe Wirkstoffkonzentration im Plasma erreicht.
Das Diät-Ergänzungsfuttermittel Equitop Pronutrin hat sich therapiebegleitend und im Anschluss an eine Therapie bewährt. Es enthält einen patentierten Pektin-Lecithin-Glycerin-Komplex: Die Pektine wirken der Übersäuerung des Mageninhalts nach der Fütterung entgegen und hemmen den Rückfluss von Gallensäuren. Gleichzeitig stabilisieren Pektine den natürlichen Schleim, und das Lecithin verstärkt den dünnen Schutzfilm der drüsenfreien Magenschleimhaut-Zone.

## Prophylaxe
Stressreduktion, Optimierung von Fütterung und artgerechte Haltung. Bei unvermeidbarem Stress kann die Gabe von Omeprazol zur Vorbeugung hilfreich sein.